# Sulisławice (województwo świętokrzyskie)
Sulisławice – wieś w Polsce, położona w województwie świętokrzyskim, w powiecie sandomierskim, w gminie Łoniów.
Przez miejscowość przebiega droga krajowa nr 9 z Radomia do Rzeszowa.
Przez wieś przechodzi  zielony szlak turystyczny z Chańczy do Pielaszowa oraz  zielony szlak rowerowy z Sandomierza do Ujazdu.

## Części wsi
| SIMC    | Nazwa   | Rodzaj    |
| ------- | ------- | --------- |
| 0797688 | Nietuja | część wsi |

## Historia
W 1783 r. wieś należąca wówczas do powiatu wiślickiego w województwie sandomierskim była własnością podsędka sandomierskiego Józefa Brzeskiego.
W 1864 r. na mocy dekretu cesarza Aleksandra II o uwłaszczeniu włościan miejscowość stała się własnością jej mieszkańców.
Tu urodził się Wincenty Barzyński (ur. 1838), zakonnik (zmartwychwstaniec), misjonarz w Teksasie.
Sulisławice są lokalnym ośrodkiem pielgrzymkowym (m.in. coroczne pielgrzymki ze Staszowa i Połańca).
W latach 1975–1998 miejscowość administracyjnie należała do województwa tarnobrzeskiego.

## Zabytki
- Zespół zabytków kościoła pw. Narodzenia NMP, wpisany do rejestru zabytków nieruchomych, (A.701/1-4 z 20.05.1966, z 28.07.1982), na który składają się[9]:
  - kościół parafialny pw. Narodzenia Najświętszej Maryi Panny wybudowany w latach 1871–1888, w stylu neogotyckim. W ołtarzu głównym kościoła znajduje się obraz Matki Bożej Bolesnej - „Misericordia Domini”, pochodzący z ok. 1450 r.
  - stary kościół pw. Narodzenia NMP (dawny parafialny) z połowy XIII w., część murów pochodzi z XII w. Remontowany w 1600 r. i XVIII w., z tego okresu pochodzi wystrój wnętrza. W kościele wiszą dwa obrazy z 1646 r.: „Zaśnięcie Matki Bożej” i „Ukoronowanie Matki Bożej”. W zakrystii kościoła urządzona została Izba Pamięci organizacji „Odwet” i oddziału partyzanckiego „Jędrusie”[10].
  - dzwonnica, pochodząca podobnie jak stary kościół z połowy XIII w.
  - ogrodzenie murowane wokół obu kościołów.
- Cmentarz parafialny z początku XIX w. (nr rej.: A.702 z 14.05.1988)[9].

Zabytki sakralne Sulisławic
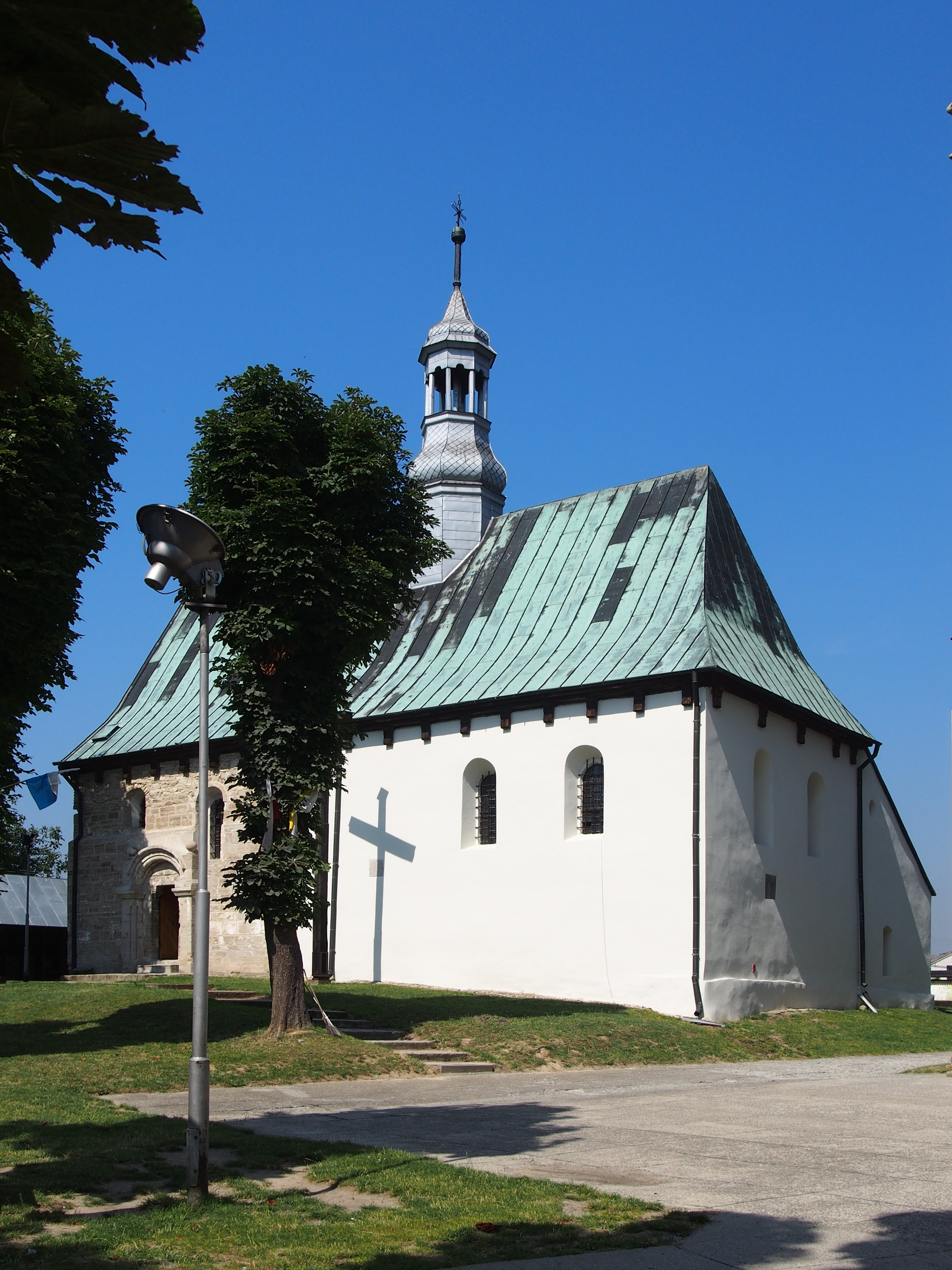
Kościół stary
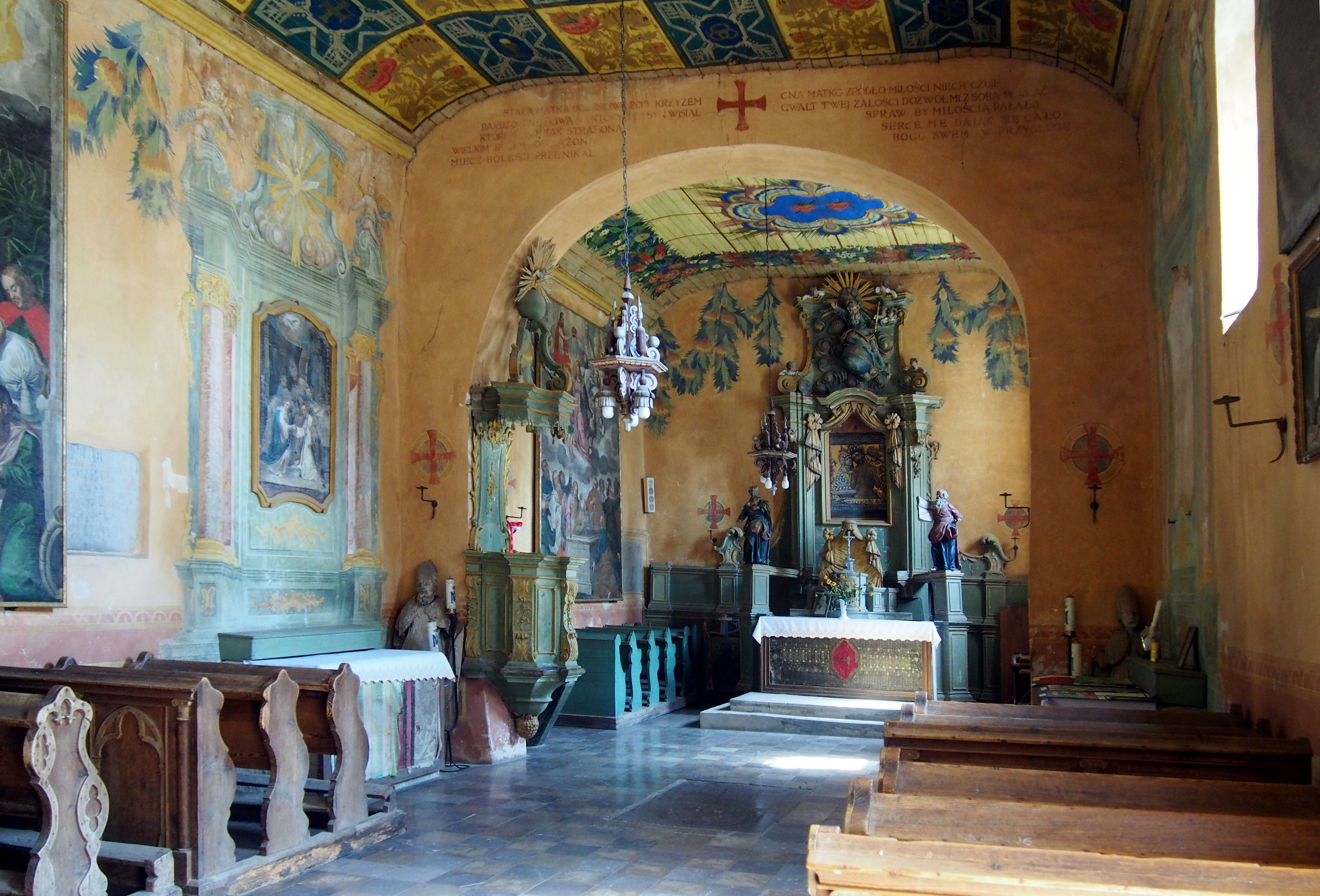
Wnętrze kościoła starego
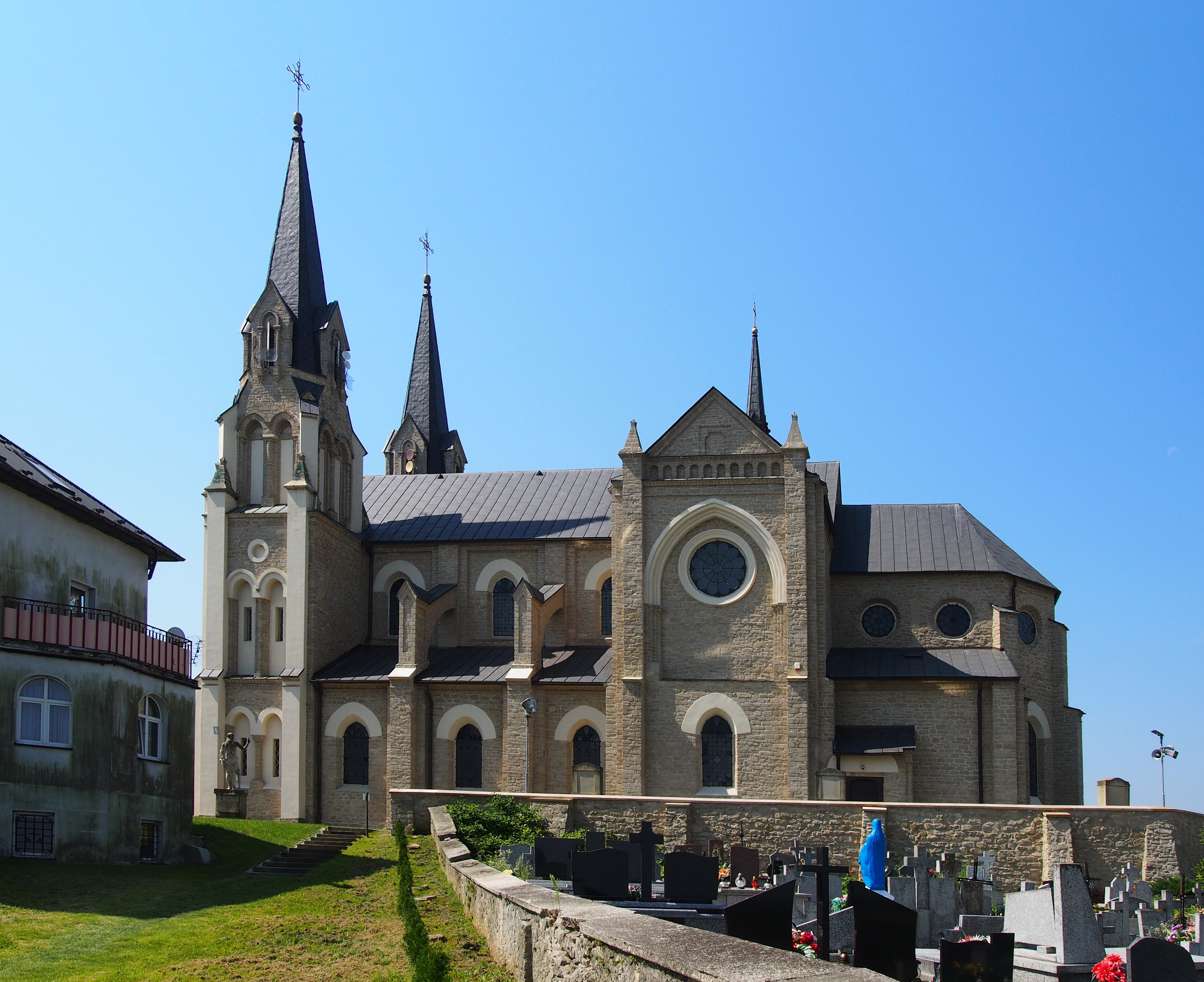
Kościół i cmentarz parafialny
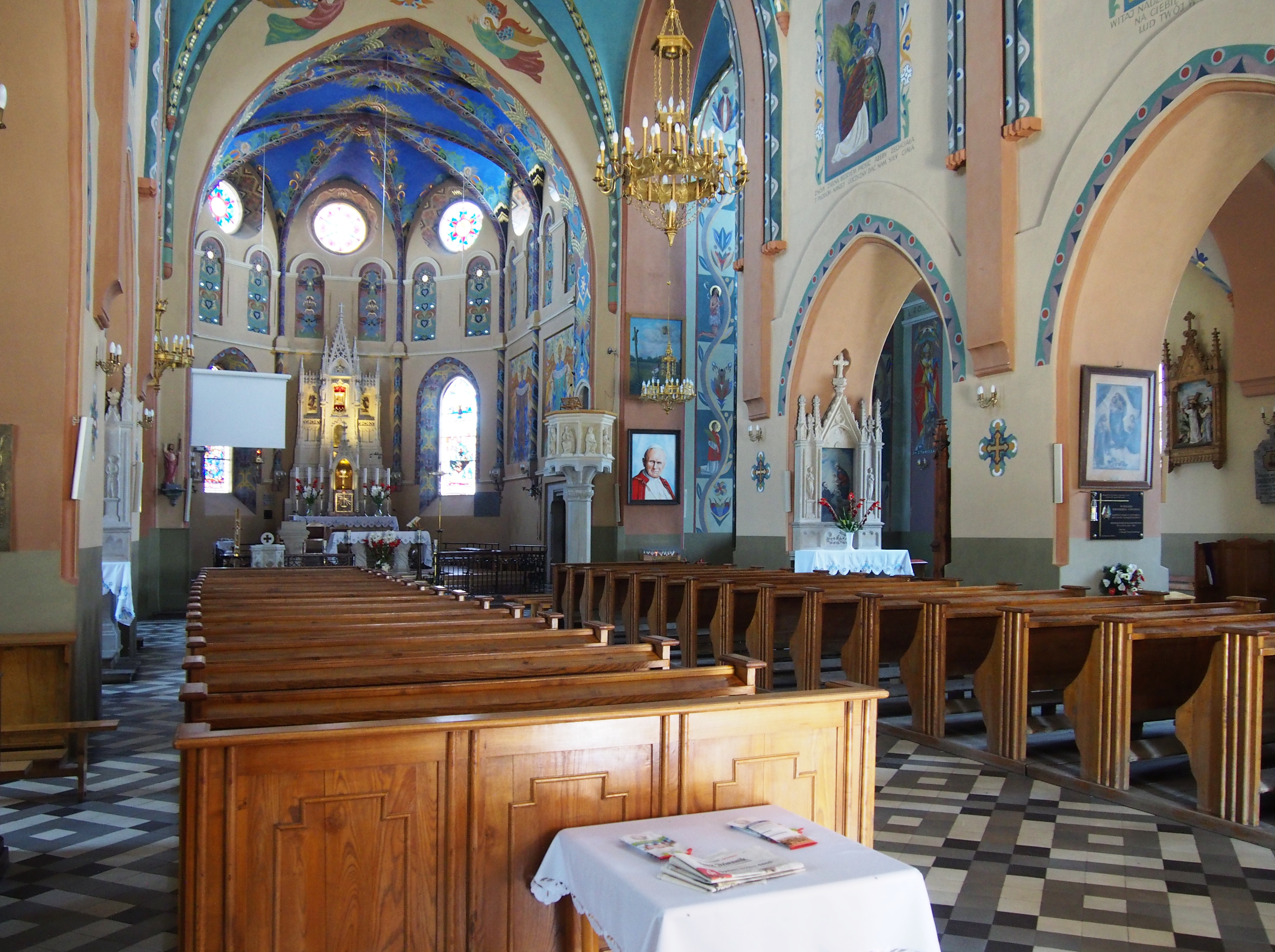
Wnętrze kościoła parafialnego